# Лубарес (Ардеш)
Лубаре́с (фр. Loubaresse, окс. Lobaressa) — коммуна во Франции, находится в регионе Рона — Альпы. Департамент коммуны — Ардеш. Входит в состав кантона Вальгорж. Округ коммуны — Ларжантьер.
Код INSEE коммуны — 07144.

## Климат
| Показатель                                                             | Янв. | Фев. | Март | Апр. | Май  | Июнь | Июль | Авг. | Сен. | Окт. | Нояб. | Дек. | Год  |
| ---------------------------------------------------------------------- | ---- | ---- | ---- | ---- | ---- | ---- | ---- | ---- | ---- | ---- | ----- | ---- | ---- |
| Средний суточный максимум, °C                                          | 3,4  | 3,7  | 6    | 8,3  | 12,8 | 16,7 | 20,6 | 20,3 | 15,9 | 11,3 | 6,5   | 4,5  | 10,8 |
| Средняя температура, °C                                                | 0,5  | 0,7  | 2,6  | 4,6  | 8,9  | 12,4 | 15,9 | 15,8 | 12,3 | 8,1  | 3,5   | 1,7  | 7,2  |
| Средний суточный минимум, °C                                           | −2,5 | −2,4 | −0,8 | 0,8  | 5    | 8,1  | 11,1 | 11,3 | 8,3  | 4,9  | 0,5   | −1,2 | 3,5  |
| Норма осадков, мм                                                      | 209  | 135  | 112  | 180  | 183  | 106  | 60   | 93   | 214  | 307  | 254   | 216  | 2069 |
| Источник: Archives climatologiques mensuelles — Loubaresse (1971—2000) |      |      |      |      |      |      |      |      |      |      |       |      |      |

## Население
Население коммуны на 2008 год составляло 32 человека.
| 1962 | 1968 | 1975 | 1982 | 1990 | 1999 | 2008 |
| ---- | ---- | ---- | ---- | ---- | ---- | ---- |
| 65   | 43   | 29   | 30   | 26   | 32   | 32   |

## Экономика
В 2007 году среди 21 человек в трудоспособном возрасте (15—64 лет) 11 были экономически активными, 10 — неактивными (показатель активности — 52,4 %, в 1999 году было 68,8 %). Из 11 активных работали 10 человек (6 мужчин и 4 женщины), безработной была 1 женщина. Среди 10 неактивных 0 человек были учащимися или студентами, 5 — пенсионерами, 5 были неактивными по другим причинам.

## Фотогалерея

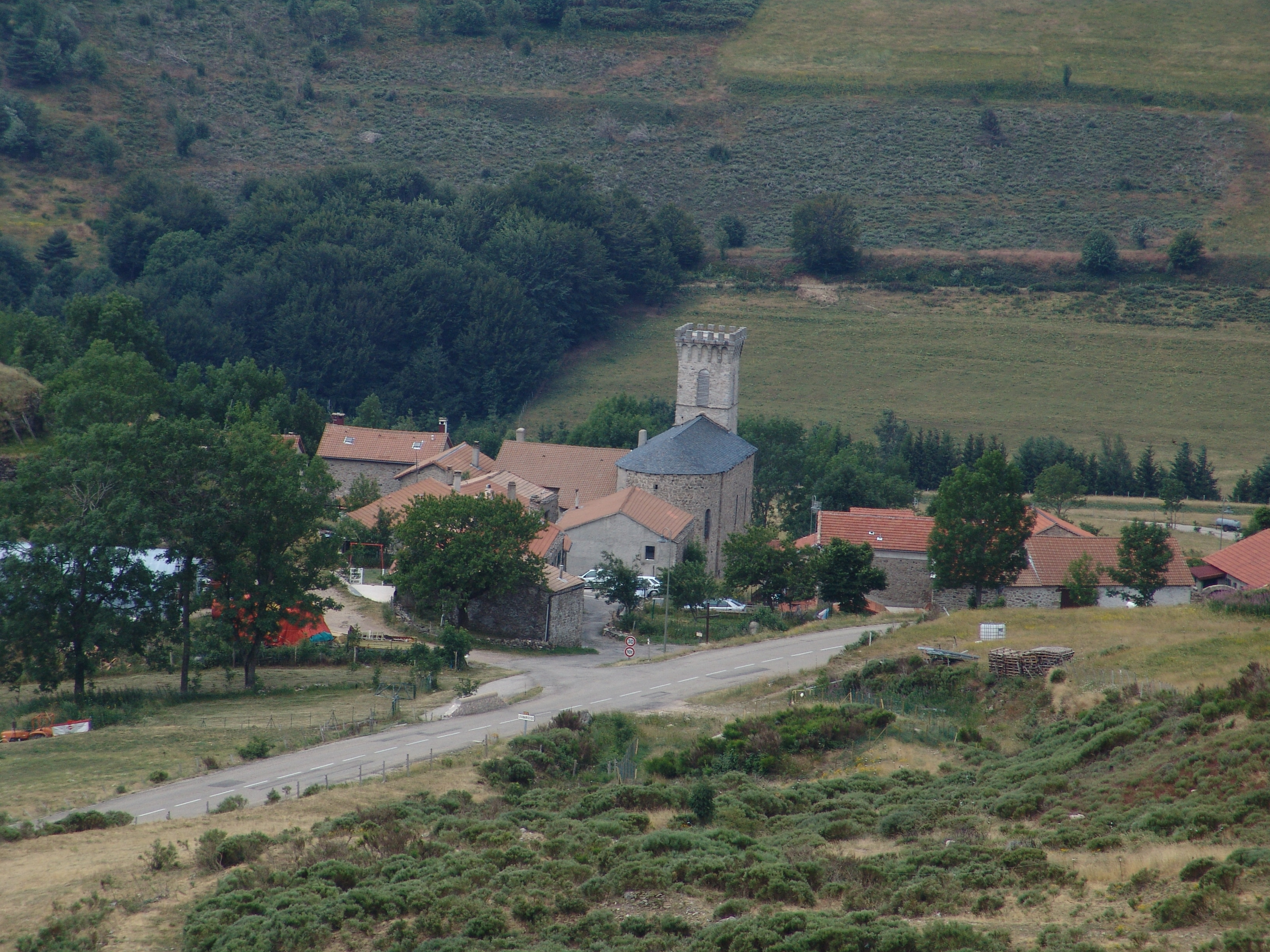
Лубарес
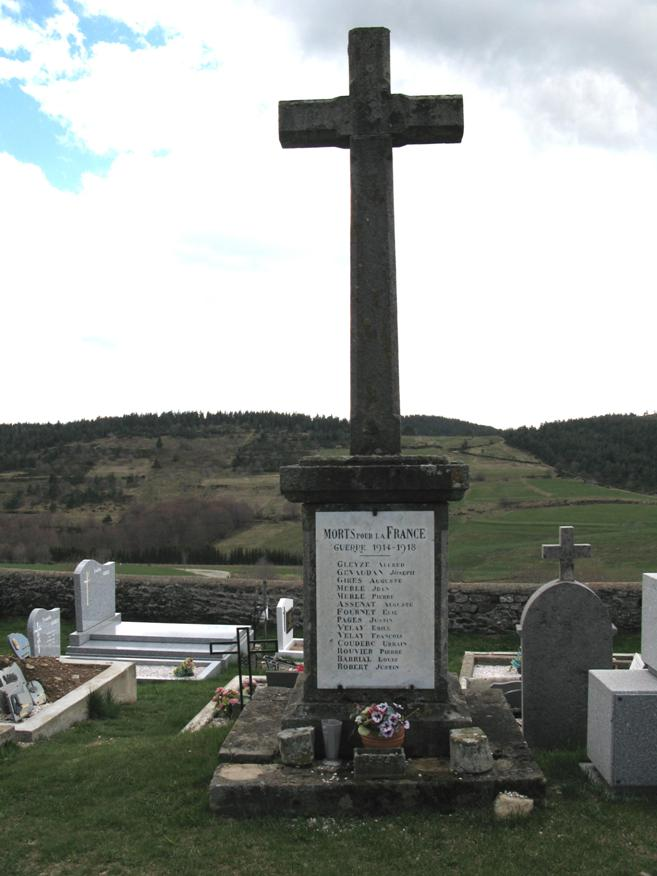
Памятник погибшим в Первой мировой войне
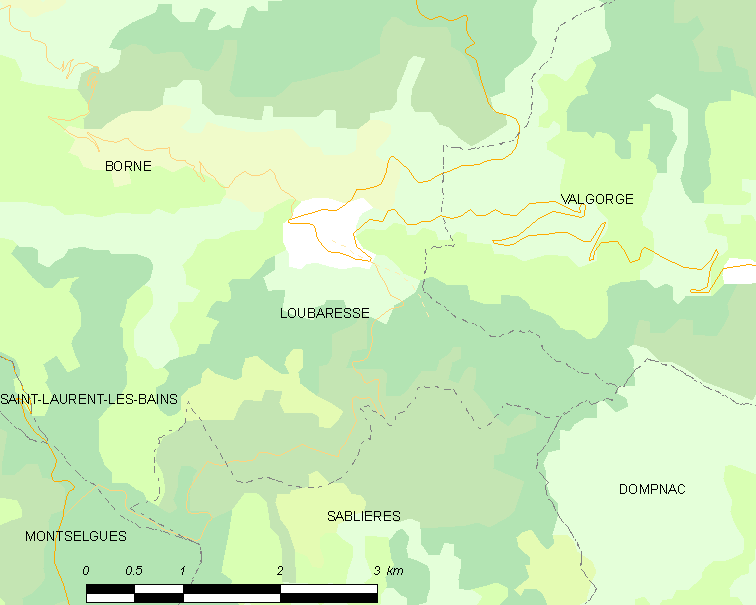
Карта коммуны